# Mons Gruithuisen Delta
Mons Gruithuisen Delta är ett berg på norra delen av den sida av månen som vetter mot jorden. Bergets diameter vid basen är omkring 20 km. Det fick sitt namn 1976 efter kratern Gruithuisen, som har fått sitt namn av den tyske läkaren och astronomen Franz von Paula Gruithuisen.
Berget ligger vid den östra kanten av månhavet Mare Imbrium, precis öster om Mons Gruithuisen Gamma och med kratern Gruithuisen i syd till väst. Kratern Gruithuisen ligger i ett område där månhavet Oceanus Procellarum i väster möter Mare Imbrium i öster.